# Djurskredsen
Djurskredsen er en opstillingskreds i Østjyllands Storkreds.
Kredsen blev oprettet i 2007. Den består af Norddjurs og Syddjurs kommuner.
I forhold til de gamle kommuner består kredsen af Ebeltoft, Midtdjurs, Rosenholm, Rønde, Grenå, Nørre Djurs og Rougsø kommuner samt den østlige del af Sønderhald Kommune.
Kredsen består pr. 18. juni 2015 af følgende kommuner og valgsteder:
1. Syddjurs Kommune
  1. Ebeltoft
  2. Mols
  3. Tirstrup
  4. Kolind
  5. Ryomgård
  6. Hornslet
  7. Mørke
  8. Rønde
2. Norddjurs Kommune
  1. Kulturhuset Pavillonen
  2. Anholt Skole
  3. Kulturhuset Stationen
  4. Grenaa Idrætscenter
  5. Glesborg
  6. Ørum
  7. Ørsted
  8. Allingåbro
  9. Auning
  10. Vivild

## Folketingskandidater pr. 25/11-2018

### Valgkredsens kandidater for de pr. november 2018 opstillingsberettigede partier
| Liste | Parti                       | Kandidat           | Bemærk |
| ----- | --------------------------- | ------------------ | ------ |
| A     | Socialdemokratiet           | Leif Lahn Jensen   |        |
| B     | Radikale Venstre            | Carsten Bech       |        |
| C     | Det Konservative Folkeparti | Søren Vanting      |        |
| D     | Nye Borgerlige              |                    |        |
| F     | Socialistisk Folkeparti     |                    |        |
| I     | Liberal Alliance            |                    |        |
| O     | Dansk Folkeparti            | Kim Christiansen   |        |
| V     | Venstre                     | Britt Bager        |        |
| Ø     | Enhedslisten                | Jesper Yde Knudsen |        |
| Å     | Alternativet                |                    |        |